# 涞源站
涞源站是京原铁路上的一个铁路车站，该站位于中国河北省保定市涞源县涞源镇石李湾村，处于涞源城区迎宾街与北环路交叉口，车站中心里程为K184+981，建于1971年。现为中国铁路北京局集团有限公司北京西车务段管理的一座三等站。本站平日有2对图定旅客列车停靠，在暑运期间及部分公众假期则会加开前往北京的临时旅客列车。
涞源站共设置3个站台，其中岛式站台一座，侧式站台两座。4条股道，其中二站台因靠近I道的京原线正线而用栏杆进行封闭，目前仅允许一、三两个侧式站台提供客运服务。车站东南端设有涞源站货运中心，提供煤炭、焦炭等货物的发到服务。

## 邻近车站
涞源站在京原铁路上行距北屯站7Km，下行距小西庄站10Km。在京原-丰沙-永丰铁路上行距北京站209Km，在京原铁路下行距原平站234Km。

## 公交服务
涞源2路、3路、4路、8路等公交线路均在涞源站前广场设置发车点。
涞源站南侧的迎宾街环岛设置涞源汽车站，提供通达保定、北京以及周边县市的长途汽车服务。